# 洛卡纳
洛卡纳（義大利語：Locana），是意大利都灵省的一个市镇。总面积132平方公里，人口1671人，人口密度12.7人/平方公里（2009年）。ISTAT代码为001134。